# Loriculus galgulus
Loriculus galgulus là một loài chim trong họ Psittacidae.